# Doug Shedden
Douglas Arthur Shedden (Wallaceburg, 29 aprile 1961) è un allenatore di hockey su ghiaccio ed ex hockeista su ghiaccio canadese.

## Palmarès

### Allenatore
- Central Hockey League: 4

Wichita Thunder: 1993-1994, 1994-1995
Memphis RiverKings: 2001-2002, 2002-2003
- United Hockey League: 1

Flint Generals: 1999-2000
- Coppa Spengler: 1

Team Canada: 2012